# Friesenstein-Klasse
Die als Friesenstein-Klasse bezeichnete Schiffsklasse ist eine Baureihe von Motorschiffen des Norddeutschen Lloyd. Die Schnellfrachter-Serie des Norddeutschen Lloyd war deren letzter Entwurf eines herkömmlichen Stückgutschiffs vor der Fusion mit der HAPAG und der darauffolgenden Umstellung der beiden Reedereien auf Containerschiffe.

## Geschichte
Die Baureihe dieses von den Lübecker Flender-Werken und dem Bremer Vulkan gebauten Schiffstyps umfasste sieben Einheiten, die in den Jahren 1967/68 in kurzer Folge in Dienst gestellt wurden. Das erste Schiff der Klasse war die am 28. September 1967  abgelieferte Friesenstein. Den Abschluss der Klasse bildete die Bayernstein.
Durch das Konzept der Schnellfrachter, die mit ihrer hohen Geschwindigkeit von 21,5 Knoten eine erhebliche Verkürzung der Reisedauer ermöglichten, erhoffte sich der NDL ebenfalls eine Verbesserung der Wirtschaftlichkeit für den Liniendienst nach Fernost zu erreichen und wieder mit der HAPAG gleichzuziehen, mit der man einen Gemeinschaftsdienst nach Ostasien betrieb und die im März desselben Jahres den letzten von sieben ähnlich konzipierten Schnellfrachtern der Westfalia-Klasse in Dienst gestellt hatte. Die Planungen zur Friesenstein-Klasse begannen 1965, als erste Erfahrungen mit den neuen Schiffen des Mitbewerbers gesammelt worden waren und die Finanzierung der kostspieligen Neubauten feststand.

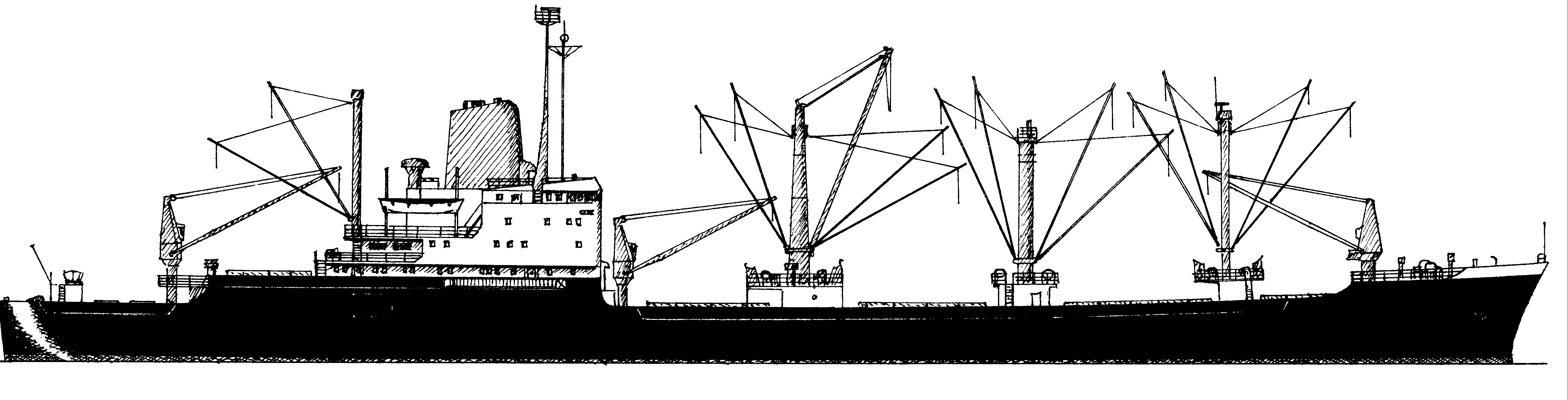
Die Friesenstein im Originalzustand

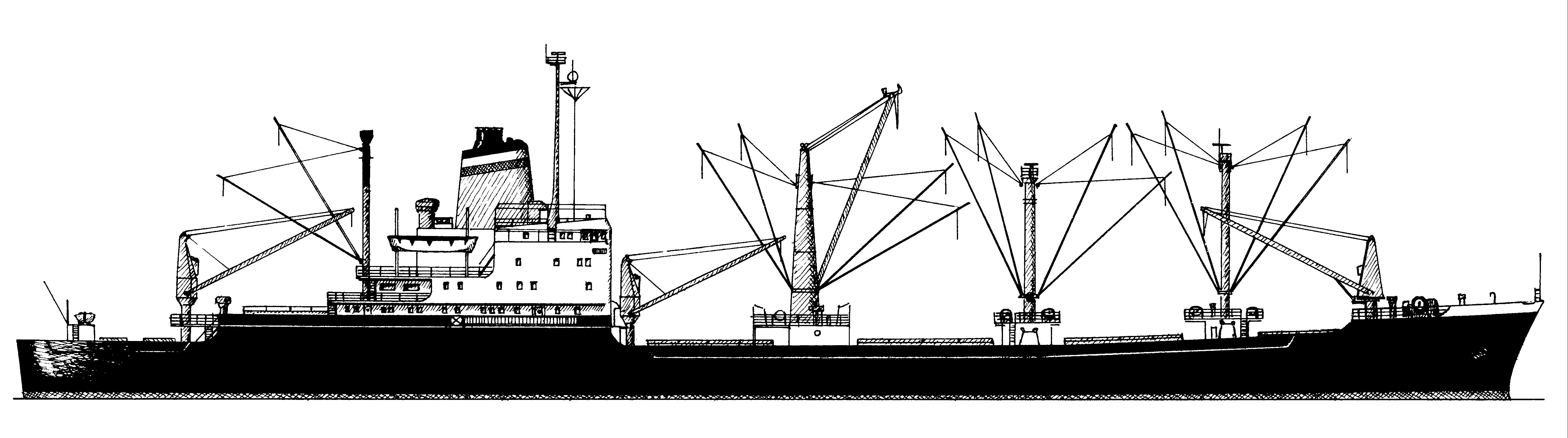
Die Friesenstein in Hapag-Lloyd-Farben

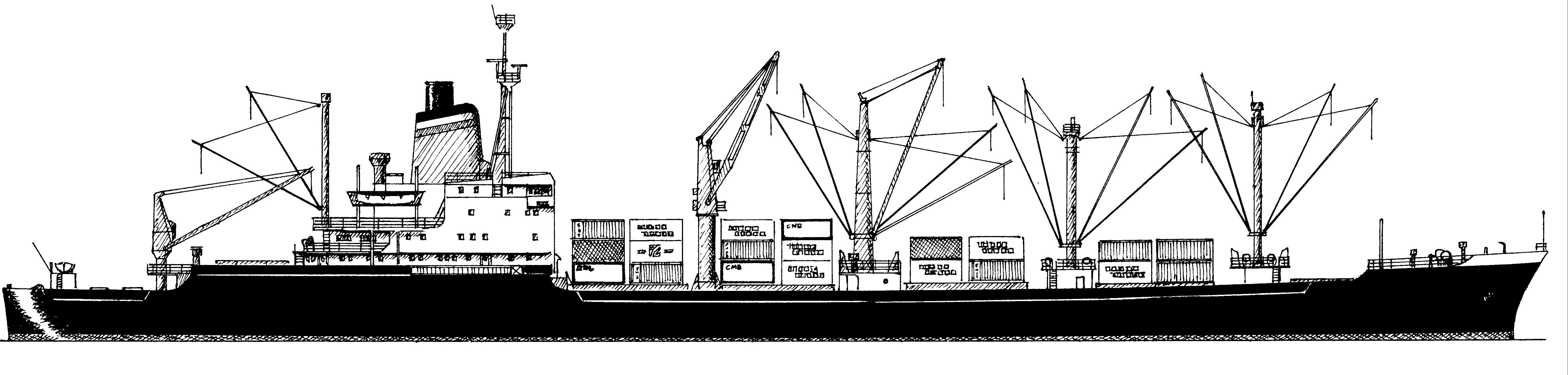
Die Friesenstein nach dem Umbau zum Semicontainerschiff

Schon zu Baubeginn der Friesenstein-Klasse wurde der Wandel der Langstreckenlinienverkehre durch die Einführung des Containers deutlich. Dies führte dazu, dass nur kurze Zeit darauf begonnen wurde, den Ostasiendienst auf Containerschiffe umzustellen. Noch bevor sich der Norddeutsche Lloyd zum 1. September 1970 mit der HAPAG zusammenschloss, hatten beide Reedereien jeweils ihre ersten vier Containerschiffe geordert, die in den Jahren 1972/1973 für den gemeinsamen Ostasiendienst der neugegründeten Hapag-Lloyd in Fahrt kamen. Daher brachte die Hapag-Lloyd die sieben Schiffe ab 1972 vom Fernostdienst in den Südamerikadienst.
Bis Ende der 1970er Jahre wurde die Umwandlung der Hapag-Lloyd zur Containerlinienreederei weiter vorangetrieben. Vier Schiffe der Friesenstein-Klasse wurden verkauft: Als erstes Schiff schon 1974 die Hessenstein, 1978 folgte die Badenstein, 1979 die Sachsenstein und 1980 die Bayernstein. Die restlichen drei Schiffe, Friesenstein, Holstenstein und Schwabenstein, wurden 1980 bei den Thyssen-Nordseewerken in Emden zu Semicontainerschiffen umgebaut. Als erstes Schiff traf am 21. Februar 1980 die Schwabenstein zum Umbau in Emden ein. Am 22. April war der erste Umbau abgeschlossen, der Umbau der Friesenstein folgte in den Monaten April bis Juni und die Holstenstein wurde am 7. August 1980 fertiggestellt. Beim Umbau schnitt man den Rumpf direkt vor dem Aufbau auseinander und setzte eine 14,80 m lange Sektion ein. Diese bildete später den mit Zellengerüsten ausgestatteten Containerladeraum Nummer 5. Zwischen Laderaum 4 und 5 wurde ein 28-Tonnen-Containerkran angebracht. Des Weiteren wurden die Schiffe durch das Anbringen von je 96 Meter langen und zwei Meter breiten seitlichen Anschwellungen um insgesamt vier Meter verbreitert, um die Schiffsstabilität zu erhöhen. Nach den Umbau waren die Schiffe rund zwei Knoten langsamer als vorher und konnten 322 TEU-Container im Laderaum und 182 TEU an Deck transportieren.
Die umgerüsteten Schiffe verblieben für die nächsten drei bis vier Jahre auf der Route zwischen Nordeuropa und der südamerikanischen Westküste, dann wurden auch sie verkauft. Auffällig ist, das die vier frühzeitig verkauften Schiffe alle schon nach 15 bis 20 Jahren wieder abgebrochen wurden, während die Nutzungsdauer der modernisierten Einheiten im unteren normalen Bereich lag. Dies lässt sich damit erklären, das die Containerisierung den rentablen Stückgut-Einsatz der technisch aufwändigen Linien-Schnellfrachter bald nicht mehr zuließ, während die nachträglich umgebauten Schiffe für weitere zehn Jahre ihre wirtschaftliche Nische fanden.

## Technik
Herausstechendstes Merkmal waren, neben der außergewöhnlich platzsparend angeordneten und sehr leistungsfähigen Antriebsanlage, die noch kurz vor Baubeginn des ersten Schiffes für den teilweise wachfreien Betrieb ausgelegt worden war, die vielseitigen Ladungseinrichtungen. So waren die Schiffe mit herkömmlichen Ladebäumen und zwei Bordkränen (vor den Umbauten) ausgestattet. Außerdem waren alle Schiffe mit einem 80-Tonnen-Stülcken-Schwergutbaum zur Übernahme von Schwergut ausgerüstet. Weitere Ladungseinrichtungen waren die im Vorschiffsbereich unter den Trockenladeräumen angeordneten Ladetanks für Ölladung.
Bemerkenswert, auch im optischen Sinn, ist die Ausstattung aller Schiffe der Serie, mit einem Wulstbug und einem Spiegelheck.
Die beiden Schiffe Badenstein und Holstenstein waren zusätzlich mit Ausbildungseinrichtungen und Unterbringungsmöglichkeiten zur Ausbildung von 18 Kadetten ausgerüstet.

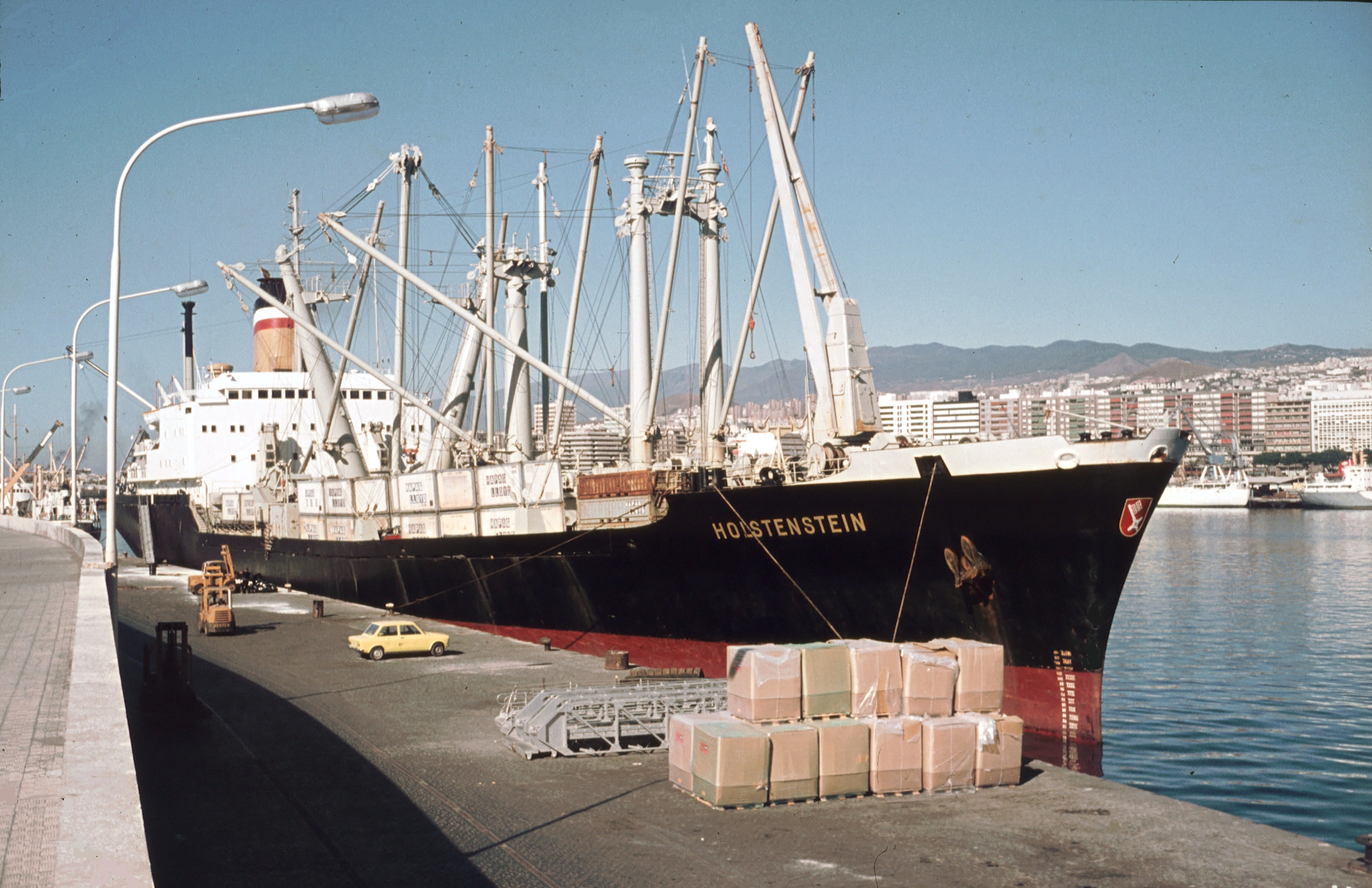
Die Holstenstein in Hapag-Lloyd-Farben in Santa Cruz de Teneriffa

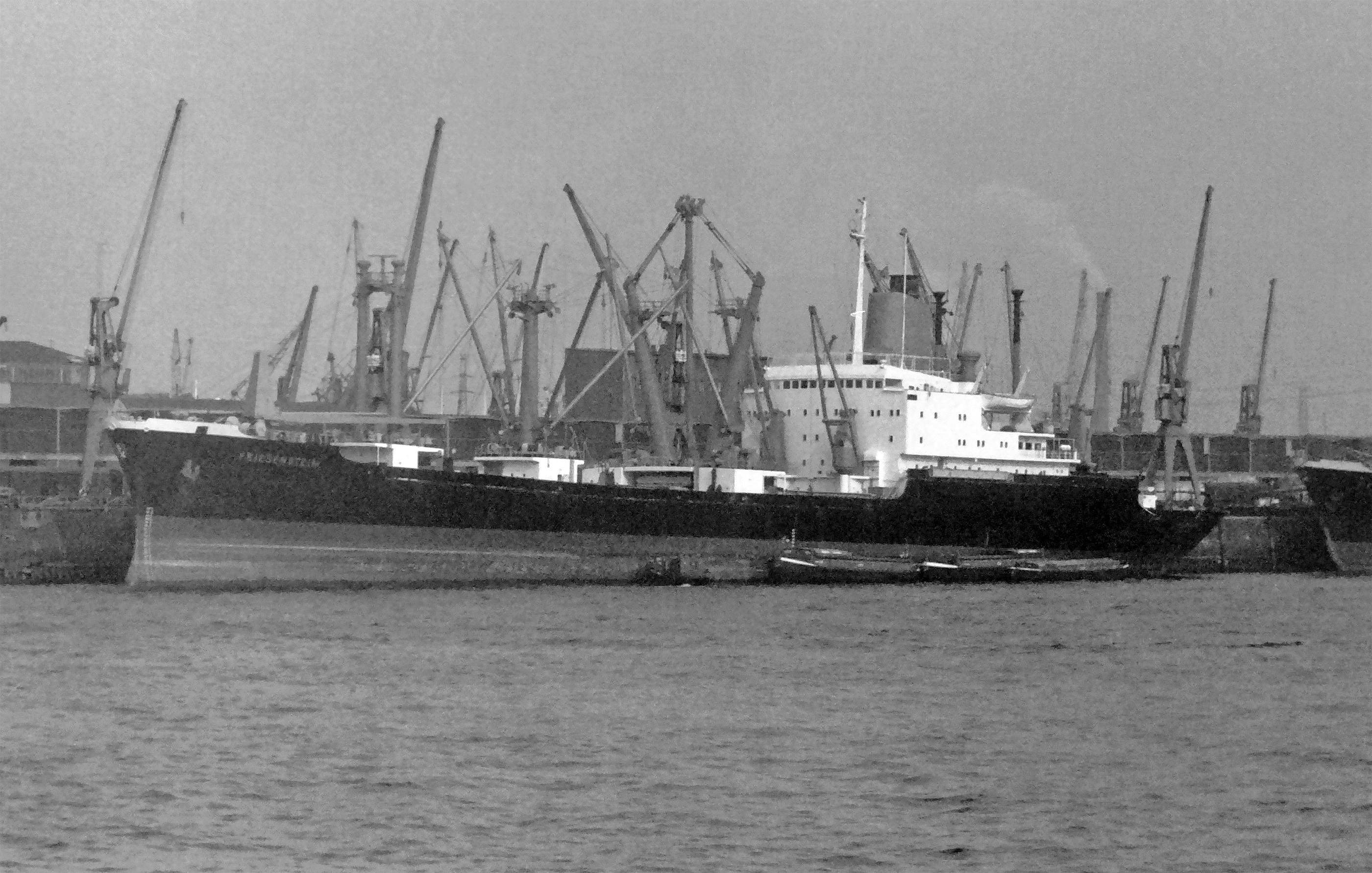
Friesenstein 1968 in Hamburg

## Die Schiffe
- Der Stapellauf der Friesenstein, des ersten Schiffes der NDL-Serie war am 26. Mai 1967. Am 21./22. September 1967 wurde die Werftprobefahrt der Baunummer 567 in der Ostsee absolviert, die Übergabe folgte am 28. September 1967. 1980 wurde die Friesenstein auf 176,50 m über alles verlängert und zum Semicontainerschiff umgebaut. Das Schiff wurde im Februar 1983 an die Tilsamar Inc, Panama abgegeben und unter dem Namen Kinaros weiterbetrieben. 1987 folgte der Verkauf an die Greek South American Line, Piraeus mit erneuter Umbenennung in Athina I. Am 12. Januar 1994 wurde das Schiff in Alang an eine Abbruchwerft übergeben.[1]
- Zweites Schiff der Baureihe war die am 28. November 1967 von den Lübecker Flender-Werken mit der Baunummer 568 abgelieferte Holstenstein. Sie wurde 1980 auf 176,50 m über alles verlängert und zum Semicontainerschiff umgebaut und im Januar 1984 an die Tilsamar Inc, Panama abgegeben, die sie als Karos weiterbetrieb. 1987 übernahm die Greek Regular Lines Special Shipping Company aus Piräus das Schiff und am  11. Juni 1994 traf das Schiff in Alang zum Abbruch ein.[2]
- Drittes Schiff der Baureihe war die am 5. Oktober 1967 mit der Baunummer 569 vom Stapel gelaufene Badenstein. Die Übergabe an die Reederei fand am 8. Januar 1968 statt. Die Badenstein wurde 1978 an die Cia. Sudamerikana Vapores (CSAV) in Chile verkauft und dort als Rapel weiterbetrieben. Sechs Jahre später, ab dem 29. April 1984 wurde sie in Kaohsiung verschrottet.[3]
- Am 21. November 1967 erfolgte beim Bremer Vulkan der Stapellauf/die Übergabe der Hessenstein mit der Baunummer 931. Seit dem 14. Juni 1974 wurde sie von Transnave, Ecuador als Isla Puna bereedert und ab dem 25. September 1987 in Kaohsiung abgebrochen.[4]
- Am 13. Dezember 1967 folgte mit der  Sachsenstein der letzte Stapellauf dieser Klasse bei den Flender-Werken. Das Schiff mit der Baunummer 570 wurde am 14. März 1968 an seine neuen Eigner abgeliefert. Ab dem 9. März 1979 lief auch sie bei der chilenischen Reederei Cia. Sudamerikana Vapores als Renaico. Am  31. Januar 1994 traf sie zum Abbruch in Kaohsiung ein.[5]
- Die Übergabe der Schwabenstein folgte im Januar 1968 beim Bremer Vulkan mit der Baunummer 932. Auch sie wurde 1980 zum Semicontainerschiff umgebaut und dabei auf 176,5 m verlängert und auf 26,60 m verbreitert. 1984 wurde sie an die Tilsamar Inc, Panama verkauft und fuhr dort als Karpathos, bevor sie 1987 an die Greek Regular Lines Special Shipping Co in Piräus weiterveräußert wurde. Ab dem 31. Mai 1995 wurde das Schiff in Alang abgebrochen.[6]
- Das letzte Schiff der Baureihe wurde am 7. März 1968 mit der Baunummer 933 beim Bremer Vulkan zu Wasser gelassen und als Bayernstein abgeliefert. Im August 1980 wurde das Schiff an die South Star Shipping Company in Singapur abgegeben und für weitere drei Jahre als South Star betrieben. Obwohl als letzte Einheit gebaut, erfolgte schon ab dem 24. Oktober 1983 der Abbruch des nur rund fünfzehn Jahre alten Schiffs in Kaohsiung.[7]